# トランス・ニューギニア語族
トランス・ニューギニア語族（トランス・ニューギニアごぞく、Trans–New Guinea）は、パプア諸語の一つで、ニューギニアや周辺の島に分布する語族。パプア諸語では最大の分布域をもち、世界で3番目に多くの言語が含まれる語族である。 ただし、この語族の核となる言語の分類についてはよく体系化されているが、どの言語までを本語族に含むかについては未確定である。

## 分類
| トランスニューギニア語族 | 西トランスニューギニア語派 Kolopom エンガ語派 チンブ・ワギ語派 Kainantu–Goroka Finisterre–Huon 南東パプア語派 |

トランスニューギニア語族
西トランスニューギニア語派
Kolopom
エンガ語派
チンブ・ワギ語派
Kainantu–Goroka
Finisterre–Huon
南東パプア語派
トランスニューギニア語族以外のパプア諸語
オーストロネシア語族（パプア諸語ではない）

分類は流動的。Ross (2005) にもとづく。数字は言語数。
- トランスニューギニア語族（ニューギニア横断大語族） (466-493) - 270万人[2]
  - 西トランスニューギニア語派（英語版）
    - 西ダニ語
    - エカリ語（英語版）
    - 東ティモール諸語（オイラタ・マカサエ諸語（英語版））
      - マカサエ語（英語版）
        - マカレロ方言（英語版）

      - ファタルク語（英語版）

    - ブナク語（英語版）
    - Alor–Pantar諸語（英語版） - インドネシア アロール島、パンタール島
      - Abui語（英語版）、Blagar語（英語版）、Western Pantar語（英語版）

  - エンガ語派（英語版）
    - エンガ語（英語版）
    - フリ語（英語版）

  - Kolopom語派（英語版）
    - Ndom語（英語版）

  - チンブ・ワギ語派（英語版）
    - メルパ語（英語版）（ハーゲン語）
    - Umbu-Ungu語（英語版）（Kaugel語） - 二十四進法の数え方をもつ
    - クマン語（チンブ語）

  - Kainantu–Goroka語派（英語版）
    - ベナベナ語（英語版）

  - フィニステレ・フォン語派（英語版）
    - カーテ語（英語版） - フォン半島
    - ネコ語

  - 南東パプア語派（英語版）
    - コイアリ語派（英語版）